# 爱德华·劳里·塔特姆
爱德华·劳里·塔特姆（Edward Lawrie Tatum，1909年12月14日—1975年11月5日），美国遗传学家。他与乔治·韦尔斯·比德尔发现基因受到特定化学过程的调控而获得1958年诺贝尔生理学或医学奖。该奖的另一半授予了乔舒亚·莱德伯格。